# Johanna Wolf
Johanna Wolf, född 1 juni 1900 i München, död 5 juni 1985 i München, var mellan 1933 och 1945 en av Adolf Hitlers privatsekreterare. Tillsammans med Christa Schroeder, Traudl Junge och Gerda Christian bildade hon de så kallade Führersekreterarna.

## Biografi
Under 1920-talet arbetade Wolf för bland andra Alexander Glaser, ledamot av den bayerska lantdagen. Senare var hon sekreterare åt Rudolf Hess och Wilhelm Brückner. Efter Adolf Hitlers utnämning till Tysklands rikskansler var hon knuten till Hitlers kansli och sedan även till Hitlers personliga adjutantur. Under andra världskriget var hon posterad vid Hitlers olika högkvarter.
I andra världskrigets slutskede var hon i Adolf Hitlers bunker, vilken hon lämnade den 22 april 1945. Tillsammans med bland andra Christa Schroeder, Albert Bormann, Karl-Jesco von Puttkamer, Theodor Morell och Hugo Blaschke flög hon från Berlin-Tempelhofs flygplats till Obersalzberg. Wolf greps av de allierade i Bad Tölz och satt internerad till januari 1948.